# Gabriel Zeilinger

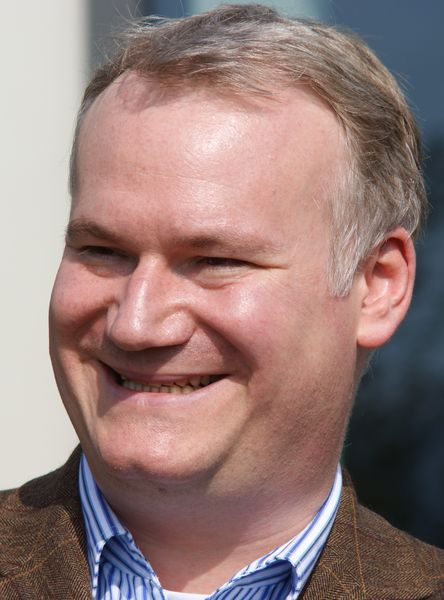
Gabriel Zeilinger, aufgenommen von Werner Maleczek im Jahr 2014

Gabriel Zeilinger (* 20. April 1975 in Freiburg im Breisgau) ist ein deutscher Historiker.

## Leben und Wirken
Nach Abitur und Zivildienst studierte Zeilinger ab 1996 Geschichte, Geographie und nordische Philologie an den Universitäten Kiel und Oslo. Von 1998 bis 2002 war er studentische Hilfskraft an der Professur für Wirtschafts- und Sozialgeschichte bei Gerhard Fouquet. Nach dem Magisterexamen 2002 war er 2002/2003 wissenschaftliche Hilfskraft an der Universität Greifswald in dem von Karl-Heinz Spieß geleiteten Forschungsprojekt „Principes. Das soziale Beziehungsnetz der Reichsfürsten und die innere Struktur des Reichsfürstenstandes im Spätmittelalter“. Von 2003 bis 2005 war er Stipendiat der Gerda-Henkel-Stiftung, seit August 2005 war er wissenschaftlicher Mitarbeiter an der Universität Kiel. Er wurde im Wintersemester 2005/06 mit einer von Gerhard Fouquet betreuten Arbeit über die Alltags- und Erfahrungsgeschichte des süddeutschen Städtekriegs 1449/50 promoviert. Die Arbeit wurde 2006 mit dem Fakultätspreis ausgezeichnet. Nach der Promotion lehrte er seit 2011 als Akademischer Rat auf Zeit am dortigen Lehrstuhl für Wirtschafts- und Sozialgeschichte. Im Wintersemester 2011/2012 hatte er ein Forschungsstipendium der Gerda-Henkel-Stiftung inne.
Nach der Habilitation im Sommersemester 2013 mit einer Arbeit über die Urbanisierung des Elsass im Hochmittelalter vertrat er drei Semester lang die Kieler Professur für Wirtschafts- und Sozialgeschichte. Im März 2014 forschte er als Visiting Scholar an der Universität Uppsala, ab März 2016 als DSM Fellow/Senior Expert am Deutschen Schiffahrtsmuseum Bremerhaven. Im Wintersemester 2016/17 vertrat er die Professur für vergleichende Landesgeschichte in europäischer Perspektive (Schwerpunkt Spätmittelalter) an der Universität Heidelberg, im Wintersemester 2018/2019 war er Gastprofessor am Lehrgebiet Geschichte und Gegenwart Alteuropas der Fernuniversität Hagen, im Sommersemester 2020 vertrat er einen Lehrstuhl an der Universität Göttingen und 2021/22 eine Professur an der Universität Rostock. Seit dem Sommersemester 2022 ist er W3-Professor für Bayerische und Fränkische Landesgeschichte an der Universität Erlangen-Nürnberg. Er ist unter anderem Mitglied in der Kommission für bayerische Landesgeschichte, der Gesellschaft für fränkische Geschichte, im Historischen Verein für Mittelfranken und im Verein für Geschichte der Stadt Nürnberg.
Zeilingers Forschungs- und Interessenschwerpunkte sind die hoch- und spätmittelalterliche Wirtschafts- und Sozialgeschichte – besonders der Stadt und des Adels – sowie deren Anknüpfungspunkte zur Politikgeschichte; hinzu kommen die Geschichte mittelalterlicher Katastrophen, nicht zuletzt von Krieg und Schiffbruch, die bayerische und fränkische Landesgeschichte, die Vergleichende Landesgeschichte. In seiner Habilitationsschrift untersuchte er die frühe Urbanisierung des Oberelsass vom 12. bis 14. Jahrhundert an den (staufischen) Städten Schlettstadt, Colmar, Mühlhausen und Kaysersberg (S. 55–128), den bischöflichen Städten Rufach, Egisheim, Sulz (S. 129–148) sowie den habsburgischen Gemeinden Ensisheim, Landser und Bergheim (S. 149–168).

## Schriften (Auswahl)
Monographien
- Die Uracher Hochzeit 1474. Form und Funktion eines höfischen Festes im 15. Jahrhundert (= Kieler Werkstücke. Reihe E: Beiträge zur Sozial- und Wirtschaftsgeschichte. Band 2), Frankfurt am Main/Berlin 2003, ISBN 3-631-39948-0 (zugleich Magisterarbeit, Kiel 2003).
- Lebensformen im Krieg. Eine Alltags- und Erfahrungsgeschichte des süddeutschen Städtekriegs 1449/50 (= Vierteljahrschrift für Sozial- und Wirtschaftsgeschichte. Beihefte. Band 196), Stuttgart 2007, ISBN 978-3-631-39948-4 (zugleich phil. Dissertation, Kiel 2006).
- Verhandelte Stadt. Herrschaft und Gemeinde in der frühen Urbanisierung des Oberelsass vom 12. bis 14. Jahrhunderts (= Mittelalter-Forschungen. Band 60), Ostfildern 2018 (zugleich Habilitationsschrift, Kiel 2013).

Herausgeberschaften
- mit Gerhard Fouquet: Die Urbanisierung Europas von der Antike bis in die Moderne (= Kieler Werkstücke. Reihe E: Beiträge zur Sozial- und Wirtschaftsgeschichte. Band 7). Lang, Frankfurt am Main/Berlin/Bern/Bruxelles/New York/Oxford/Wien 2009, ISBN 978-3-631-57881-0.
- mit Kurt Andermann: Freiheit und Unfreiheit. Mittelalterliche und frühneuzeitliche Facetten eines zeitlosen Problems (= Kraichtaler Kolloquien. Band 7). Bibliotheca-Academica-Verlag, Epfendorf 2010, ISBN 978-3-928471-87-9.
- mit Gerhard Fouquet: Katastrophen im Spätmittelalter. Wissenschaftliche Buchgesellschaft, Darmstadt 2011, ISBN 978-3-534-24699-1.
  - mit Gerhard Fouquet: Katastrophen im Spätmittelalter. von Zabern, Darmstadt 2011, ISBN 978-3-8053-4362-6.
  - jap. Übersetzung: G. Fūkē und G. Tsāringā: Saigai to fukkō no chūseishi. Yōroppa no hitobito wa Sanka o ikani ikinobitaka. Yasaka Shobō, Tokio 2015, ISBN 978-4-89694-186-9.
- mit Sunhild Kleingärtner: Raumbildung durch Netzwerke? Der Ostseeraum zwischen Wikingerzeit und Spätmittelalter aus archäologischer und geschichtswissenschaftlicher Perspektive. Beiträge des am 28. und 29. Oktober 2010 in Kiel veranstalteten internationalen Workshops (= Zeitschrift für Archäologie des Mittelalters. Beiheft 23). Habelt, Bonn 2012, ISBN 978-3-7749-3794-9.
- mit Sven Rabeler, Elisabeth Gruber, Susanne Pils und Herwig Weigl: Mittler zwischen Herrschaft und Gemeinde. Die Rolle von Funktions- und Führungsgruppen in der mittelalterlichen Urbanisierung Zentraleuropas. Internationale Tagung, Kiel, 23.–25.11.2011 (= Forschungen und Beiträge zur Wiener Stadtgeschichte. Band 56). StudienVerlag, Innsbruck/Wien/Bozen 2013, ISBN 978-3-7065-5227-1.
- mit Oliver Richard: La participation politique dans les villes du Rhin supérieur à la fin du Moyen Âge. Politische Partizipation in spätmittelalterlichen Städten am Oberrhein (= Studien des Frankreich-Zentrums der Albert-Ludwigs-Universität Freiburg. Band 26). Erich Schmidt Verlag, Berlin 2017, ISBN 978-3-503-17487-4.
- mit Heidrun Ochs: Kaufhäuser an Mittel- und Oberrhein im Spätmittelalter (= Schriften zur südwestdeutschen Landeskunde. Band 80). Jan Thorbecke Verlag, Ostfildern 2019, ISBN 978-3-7995-5280-6.